# TM2
Pour les articles homonymes, voir TM2 (homonymie).
TM2 Télévision nationale est la deuxième chaîne de télévision généraliste publique du Mali, plus particulièrement destinée aux femmes et aux jeunes.

## Histoire
TM2 est inaugurée le 31 décembre 2011 par le président de la république Amadou Toumani Touré. Le premier invité de la TM2 est donc Amadou Toumani Touré qui intervient en français, en bambara puis en peul.